# Torre del Pino

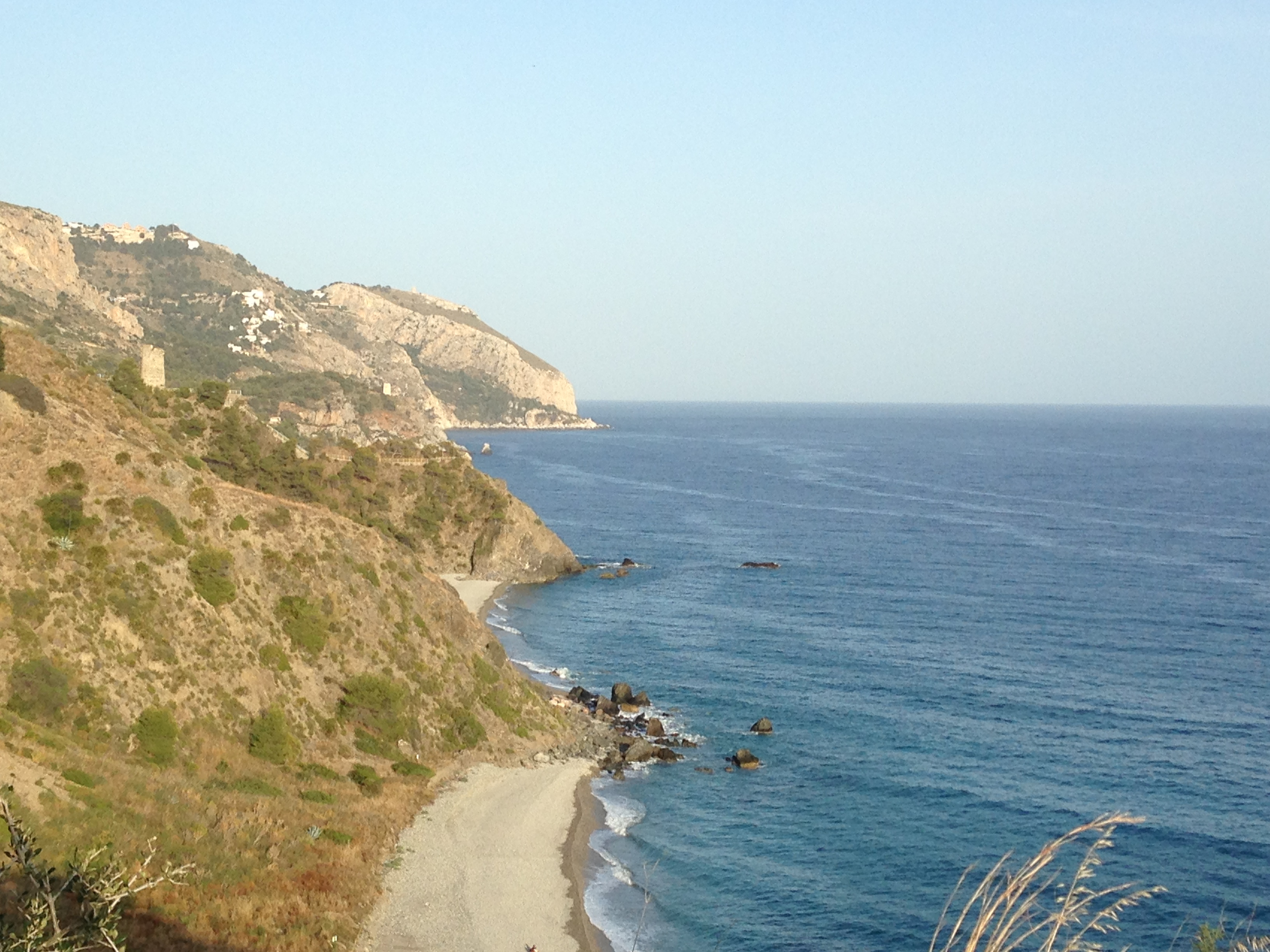
Vista de los Acantilados de Maro-Cerro Gordo, con la playa de las Alberquillas en primer término y la Torre del Pino hacia la izquierda

La Torre del Pino es una atalaya costera troncocónica construida entre finales del siglo XV y principios del XVI situada en el término municipal de Nerja, provincia de Málaga (Andalucía, España). Se ubica en un pequeño cabo de la margen izquierda de la desembocadura del Arroyo del Pino, entre la Cala del Pino y la playa de los Cañuelos, dentro del parque natural de los Acantilados de Maro-Cerro Gordo.

## Descripción
Se encuentra situada en una finca privada denominada "Pico de la Torre". Su entorno aparece plantado de pino y otras plantas. Actualmente su visión no se ve obstaculizada.
Esta torre debió construirse entre finales del siglo XV y principios del XVI. A pesar de ello, sus características arquitectónicas muestran nueva construcción o modificación de la antigua a lo largo de los siglos posteriores.
Presenta forma troncocónica, con un cuerpo inferior extraño a ella de forma cuadrada (construido por la propiedad). Presenta un perímetro superior a los 20 metros y una altura de unos 12 metros. La cámara interna se levanta sobre un cuerpo inferior macizo a una altura de unos 8 metros y presenta cuatro aberturas, la principal en el lado norte (el acceso), y otras tres en los lados sur, este y oeste. En la parte superior el terrado presenta un pretil no uniforme, sobreelevado en el lado norte, y cuatro matacanes situados sobre cada una de las aberturas de la cámara.
Su obra es de mampostería con utilización de pequeños sillares en matacanes y aberturas.

## Historia
Se trata de una torre construida entre probablemente entre los años 1485 y 1514. Formaba parte de un complejo sistema de control y comunicaciones de los siglos XV-XVI que se extiende a lo largo de toda la costa andaluza, tanto mediterránea como atlántica. En las cercanías se encuentran la Torre Río de la Miel, la Torre de Maro, la Torre Caleta y la Torre de Cerro Gordo, que también formaban parte de esta red de vigilancia costera.